# Distoleon tetragrammicus
Distoleon tetragrammicus är en insektsart som först beskrevs av Fabricius 1798.  Distoleon tetragrammicus ingår i släktet Distoleon och familjen myrlejonsländor. Inga underarter finns listade i Catalogue of Life.

## Bildgalleri

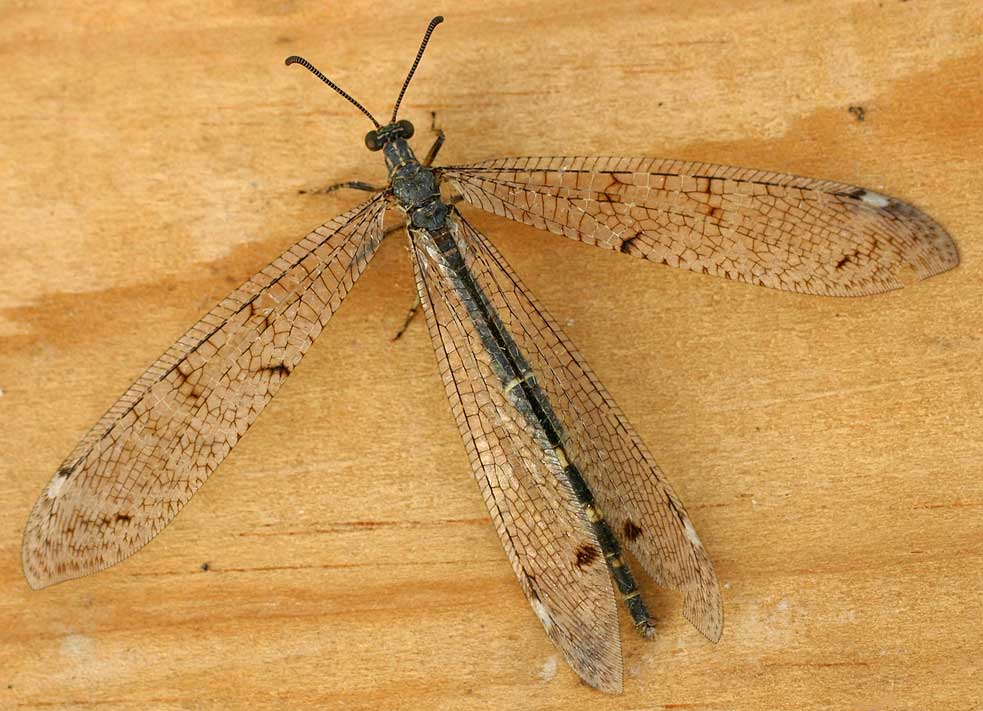
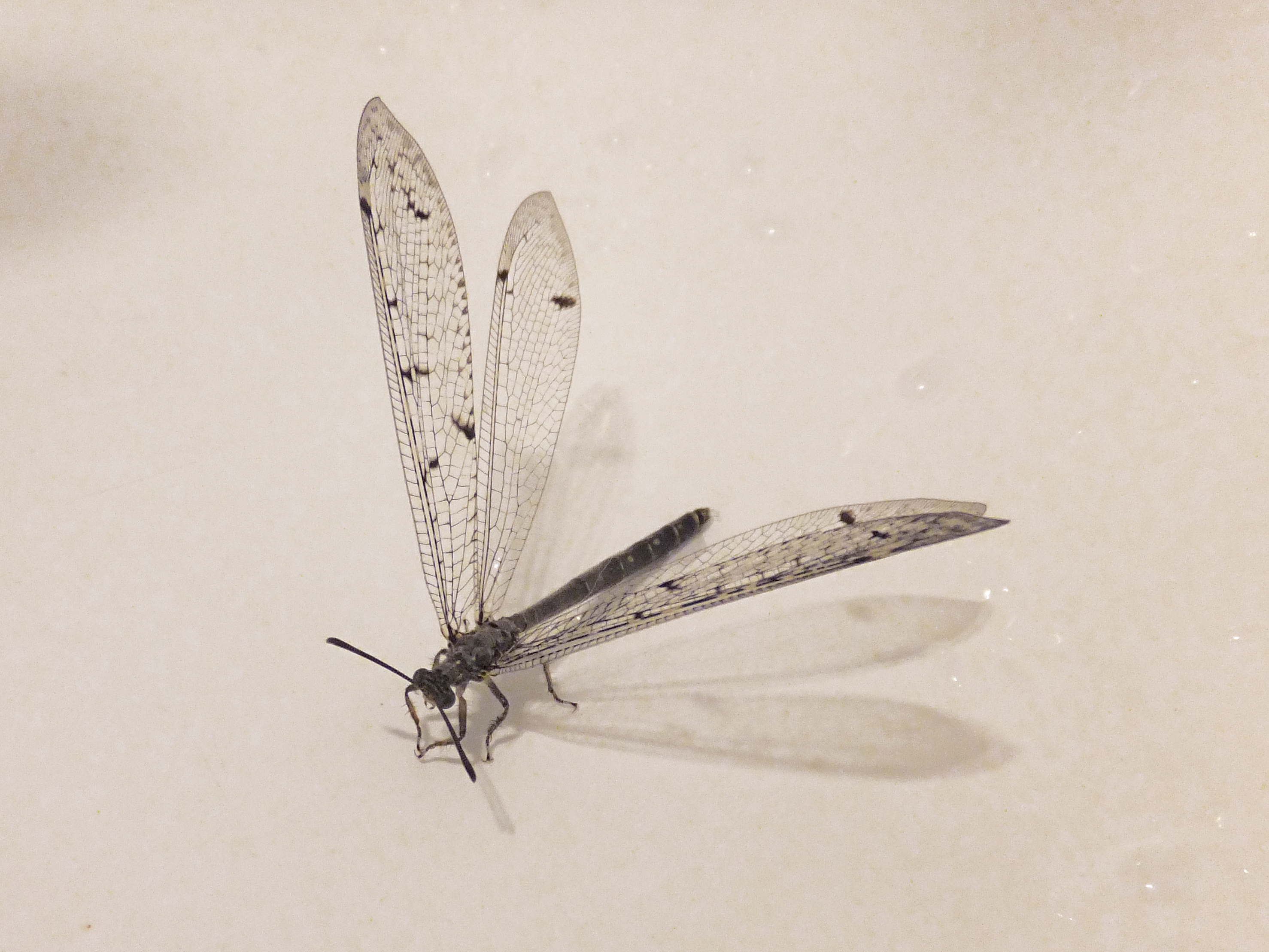